# Infiniti Q45
Infiniti Q45 – samochód osobowy klasy luksusowej produkowany przez koncern Nissan pod marką Infiniti w latach 1989–2006.

## Infiniti Q45 I
Infiniti Q45 I produkowany był w latach 1989–1996.

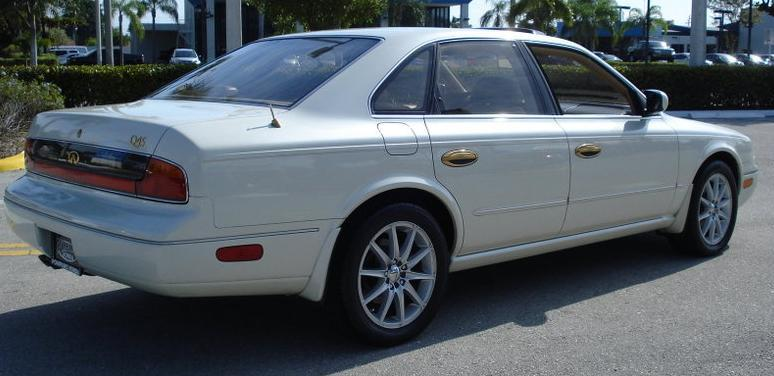
Tył Q45 I

### Silnik
- V8 4,5 l (4494 cm³), 4 zawory na cylinder, DOHC
- Układ zasilania: wtrysk
- Średnica cylindra × skok tłoka: 93,00 mm × 82,70 mm
- Stopień sprężania: 10,2:1
- Moc maksymalna: 282 KM (207 kW) przy 6000 obr./min
- Maksymalny moment obrotowy: 396 N•m przy 4000 obr./min
- Przyspieszenie 0-100 km/h: 6,7 s
- Przyspieszenie 0-160 km/h: 19,4 s
- Prędkość maksymalna: 246 km/h

## Infiniti Q45 II
Infiniti Q45 II produkowany był w latach 1996–2000.

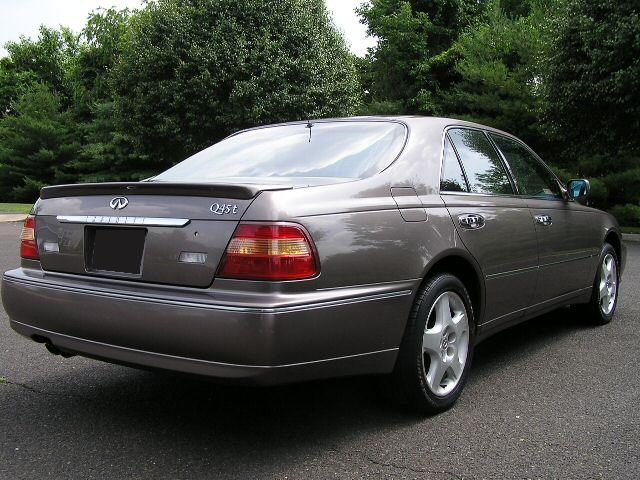
Tył Q45 II

## Infiniti Q45 III
Infiniti Q45 III produkowany był w latach 2001–2006.

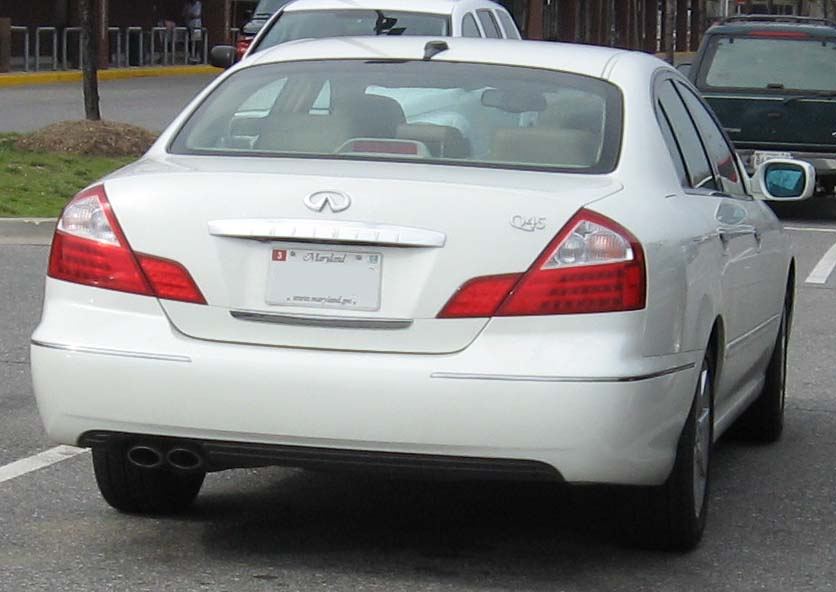
Tył Q45 III

### Silnik
- V8 4,5 l (4494 cm³), 4 zawory na cylinder, DOHC
- Układ zasilania: wtrysk
- Średnica cylindra × skok tłoka: 93,00 mm × 82,70 mm
- Stopień sprężania: 10,5:1
- Moc maksymalna: 345 KM (254 kW) przy 6400 obr./min
- Maksymalny moment obrotowy: 451 N•m przy 4000 obr./min
- Przyspieszenie 0-100 km/h: b/d
- Prędkość maksymalna: b/d